# Sáchica
Sáchica es un municipio colombiano ubicado a unos 32 km al oeste de Tunja, en la provincia de Ricaurte en el departamento de Boyacá, reconocido como capital nacional de la cebolla.
Modernamente se la llama «La Jerusalén de Colombia » por sus diversos templos, y porque desde hace 50 años sus pobladores escenifican la vida, pasión y muerte de Jesucristo.
La población según el censo de 2005 es de 3868 habitantes de los cuales 1644 componen la población urbana y 2139 la rural. La economía sachiquense se basa en el turismo religioso, la agricultura y la explotación minera.
El acceso a Sáchica se realiza vía terrestre, por la carretera a Tunja capital del departamento, a Chiquinquirá y a Arcabuco, estando ubicada Sáchica sobre la vía principal.

## Toponimia
Etimológicamente «Sáchica» significa fortaleza o mansión del Soberano Chibcha.

## Historia
Su origen es anterior a la conquista española; gobernado por un cacique independiente, no tributario del Zaque de Hunza. Desde finales del siglo XVI, hasta 1783 fue cabecera del corregimiento que cubría territorio de varios poblamientos vecinos; por la disminución dramática de la población nativa, el corregimiento fue anexado al corregimiento de Tunja en 1783. La población indígena, fue castigada y diezmada entre los siglos XVI y XVIII. Aún en el centro del pueblo se conserva una muestra histórica de la piedra donde se castigaba a los indígenas.[cita requerida] En 1574 existían 600 familias (2500 personas); en 1635 el censo demostraba la presencia de 1010 indígenas, que para 1757 se había reducido a 22 indios tributarios, 177 campesinos y 38 familias Españolas o criollas con un total de 136 personas. El total de habitantes había disminuido a 336. 
En 1954 durante el gobierno del general Gustavo Rojas Pinilla se construyó la carretera entre Villa de Leyva y Tunja. En la arquitectura de Sáchica predomina el tipo virreinal, por fortuna las muestras de arquitectura moderna son muy escasas lo que ha hecho que se preserve el encanto histórico de la zona. En 1958 se inició la representación de la Semana Santa en vivo con actores de Bogotá, con el pasar del tiempo el pueblo asumió los papeles y ahora todos los actores son sachiquenses.
Sáchica cuenta con uno de los cultivos de olivos más antiguos del mundo, con unos 130 años de haber sido plantado.

## Geografía
El municipio de Sáchica se encuentra sobre la cadena montañosa llamada cordillera oriental que hace parte de los Andes, en la región central del departamento de Boyacá, en una zona montañosa que rodea en el valle conocido desde épocas prehispánicas por los indígenas como valle de Zaquencipá, luego llamado valle de Monquirá y que actualmente ocupa la provincia de Ricaurte. 
La provincia de Ricaurte ha sido dividida en dos zonas: Alto Ricaurte y Bajo Ricaurte, estas zonas política y administrativamente incluyen trece municipios:
| Ricaurte Alto  | Ricaurte Bajo    |
| -------------- | ---------------- |
| Gachantivá     | Arcabuco         |
| Ráquira        | Chitaraque       |
| Sáchica        | Moniquirá        |
| Santa Sofía    | San José de Pare |
| Sutamarchán    | Santana          |
| Tinjacá        | Togüí            |
| Villa de Leyva |                  |

Sáchica está limitado al norte por Sutamarchán y Villa de Leyva, al este con Chíquiza, al sur con Samacá y Ráquira y al oeste con Ráquira y Sutamarchán. Se divide en una zona urbana y una zona rural, esta última conformada por 6 veredas:
- Arrayán y Canales
- El Espinal
- Tintal
- Quebrada Arriba
- Ritoque
- Centro

## Turismo

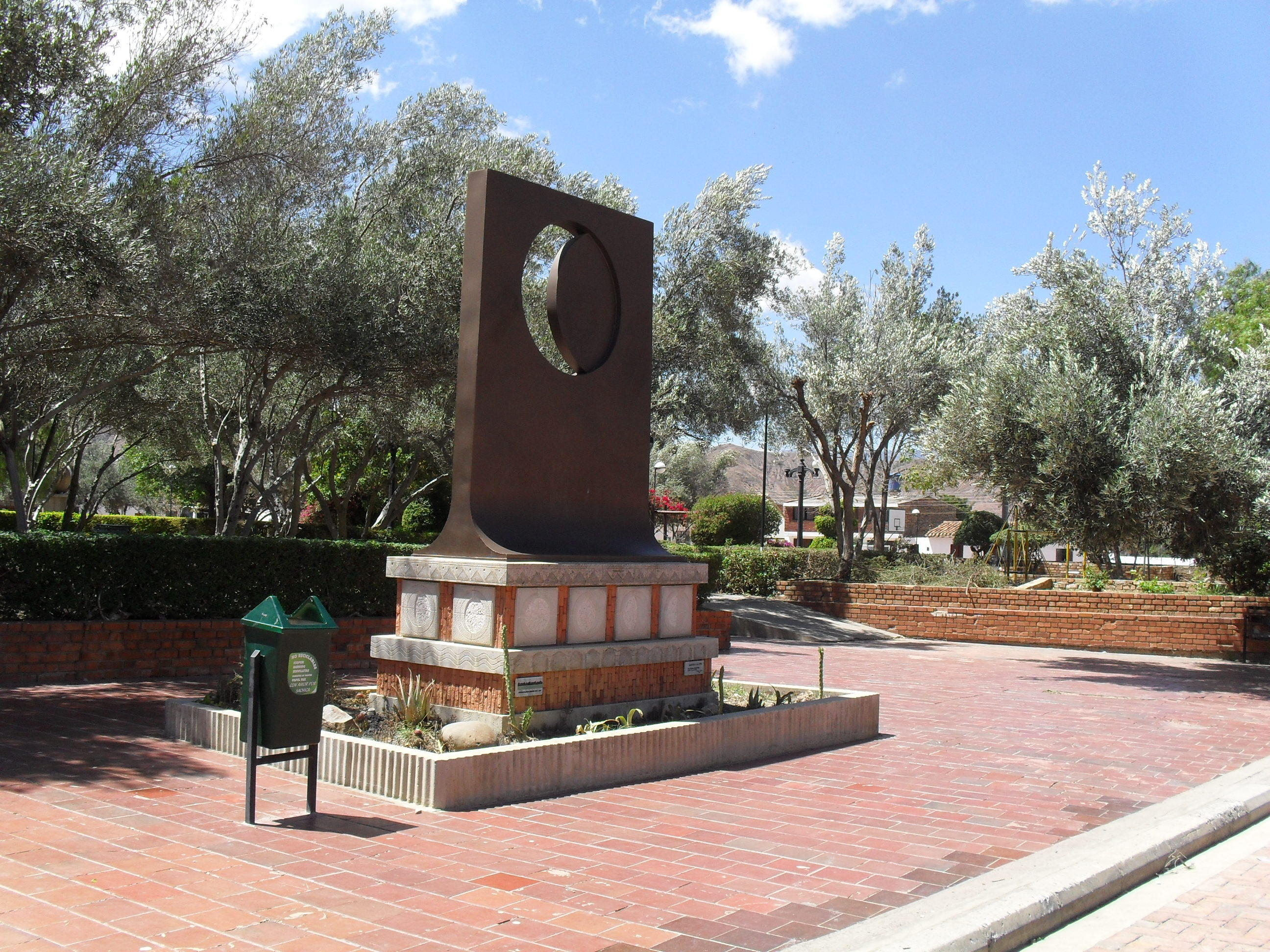
Escultura, alegoría a la luna, Sáchica, Boyacá.

Las calles del área urbana son adoquinadas y en el parque principal al igual que en la entrada de la cabecera municipal, se encuentran unas esculturas alusivas al sol y la luna como homenaje a los dioses de los amerindios; asimismo existe otra escultura dedicada a la producción agrícola de este territorio, la cebolla, esculpidas por el maestro César Gustavo García Páez. 

### Sitios de interés

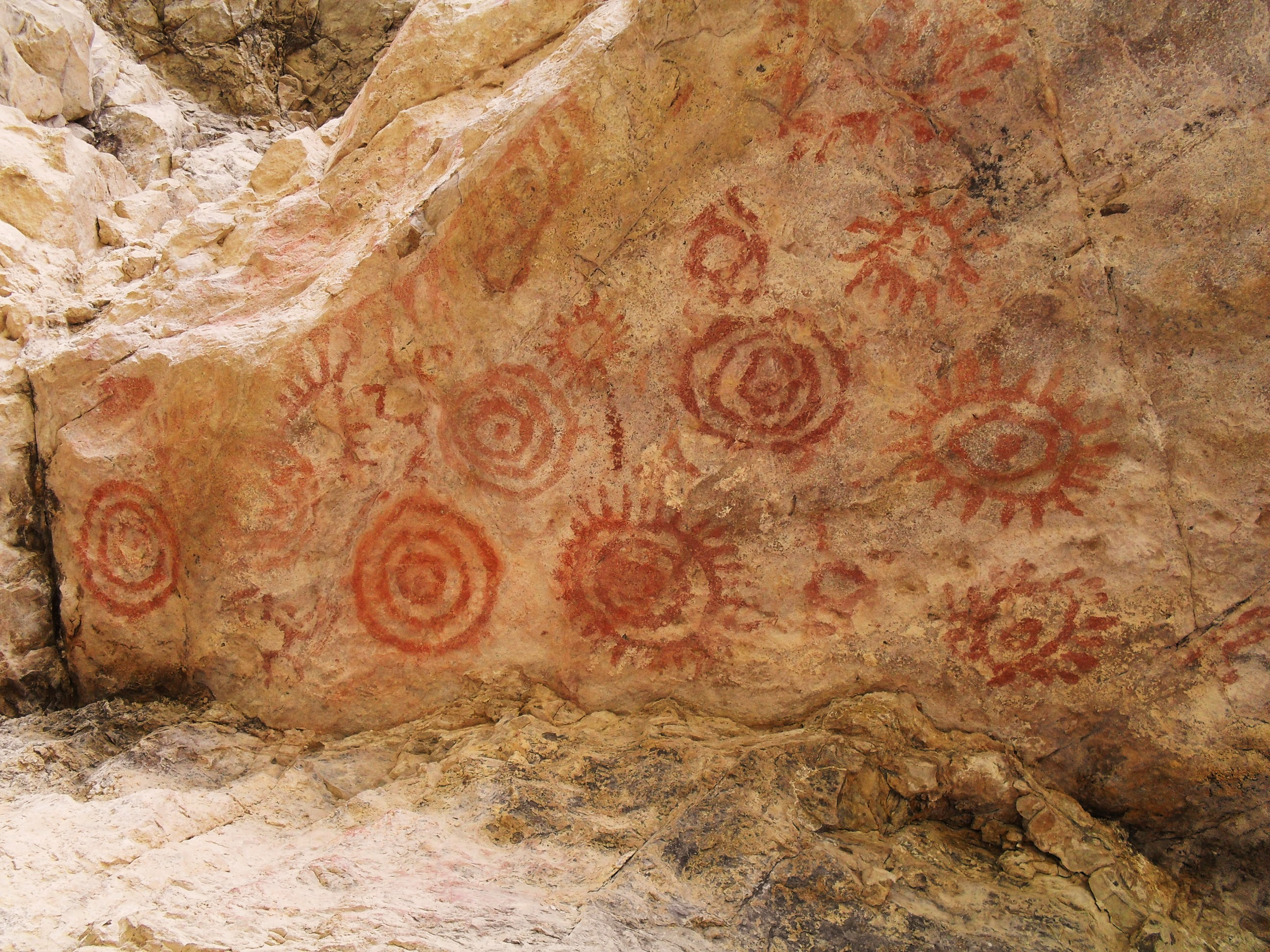
Pinturas rupestres de Sachica.

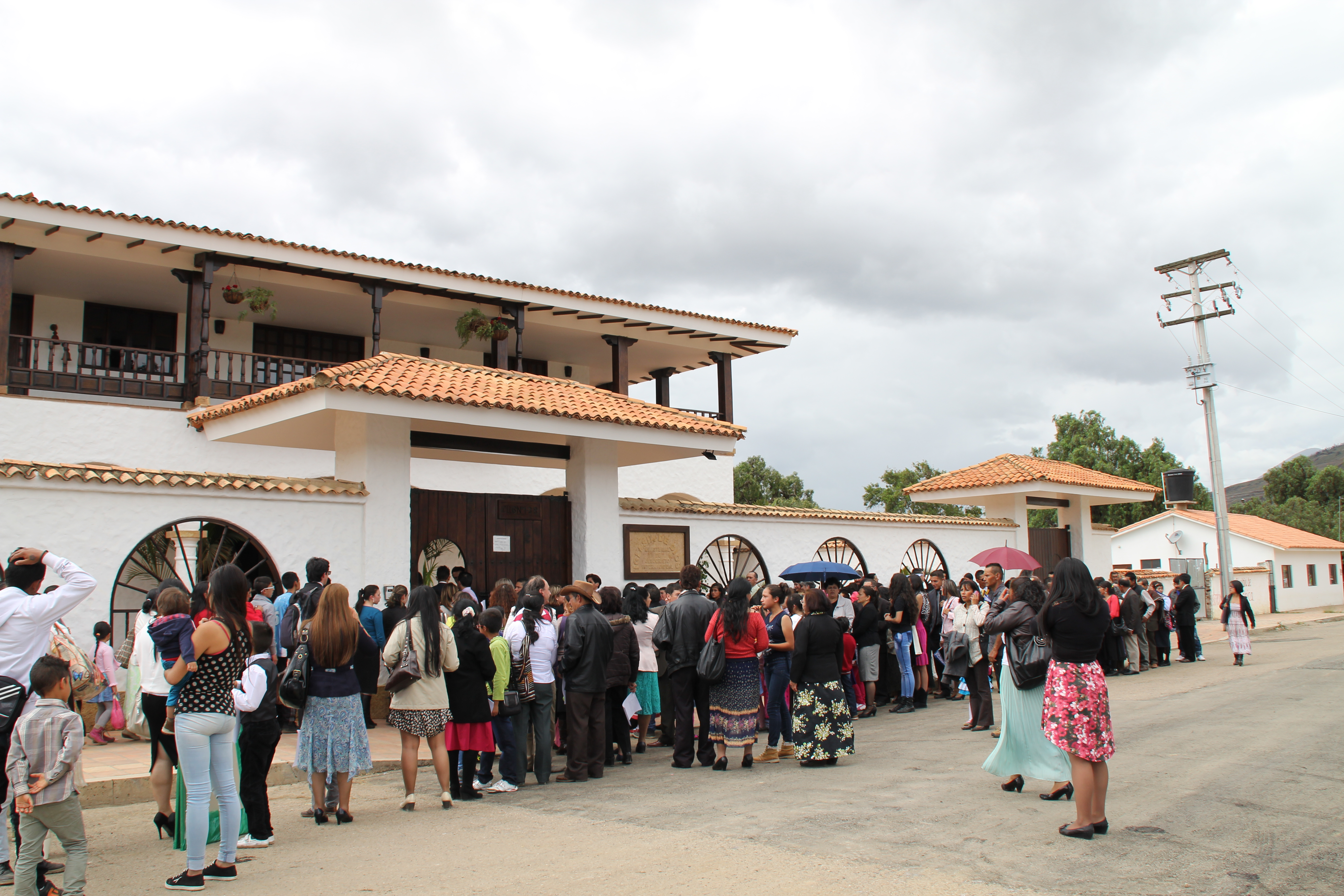
Iglesia de Dios Ministerial de Jesucristo Internacional - Sáchica

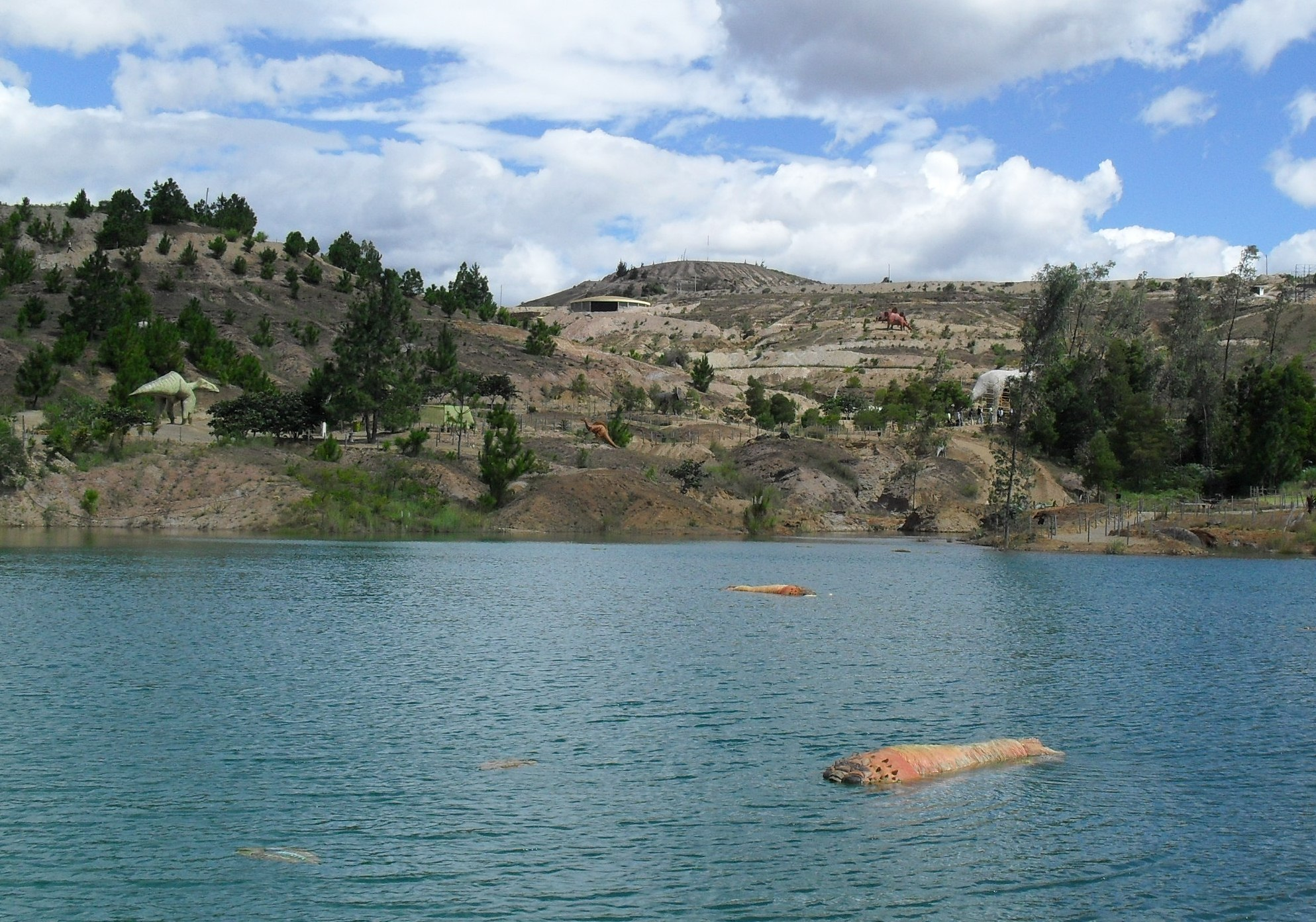
Panorámica del parque temático Gondava.

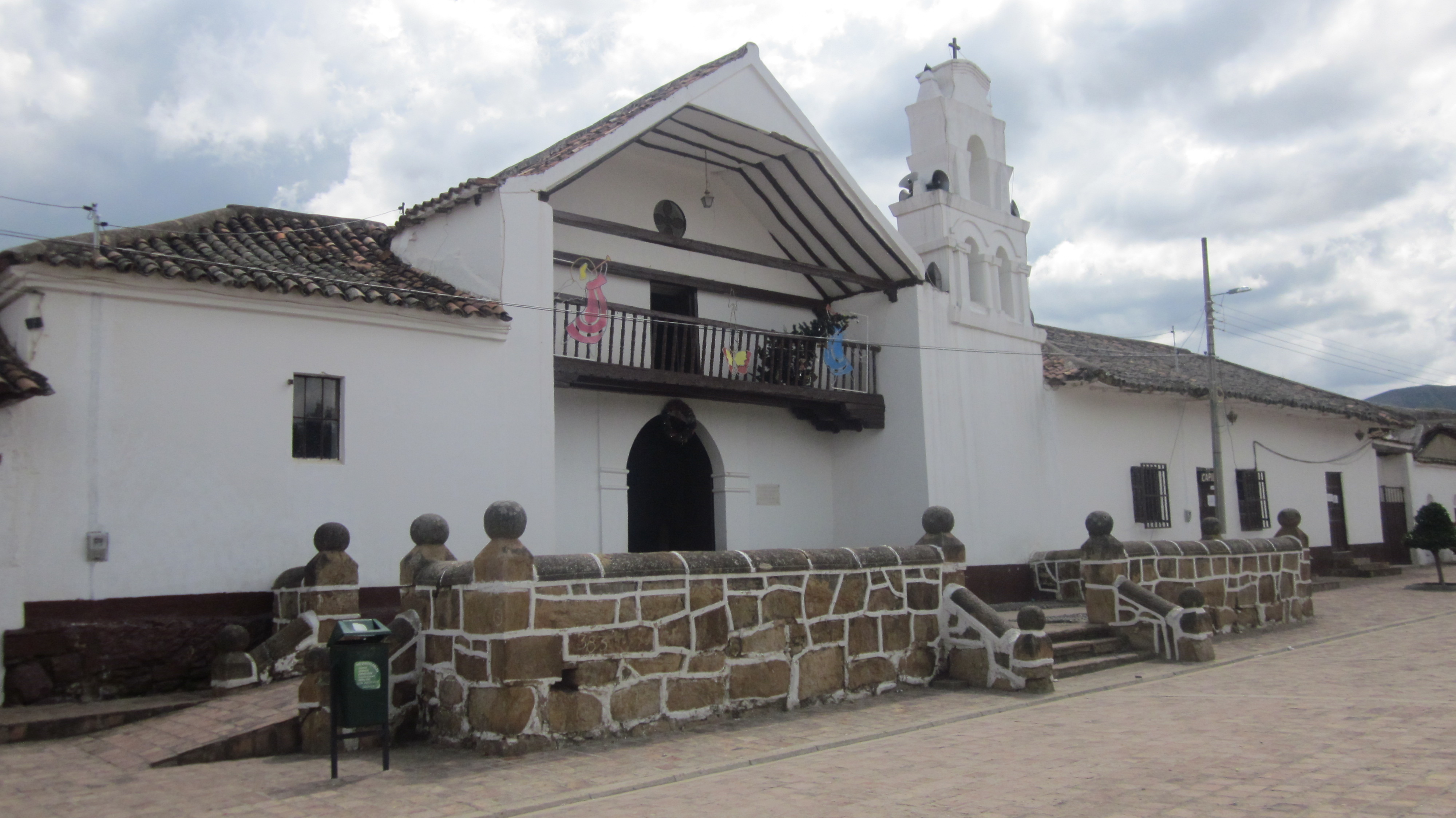
Templo Doctrinero de Sáchica

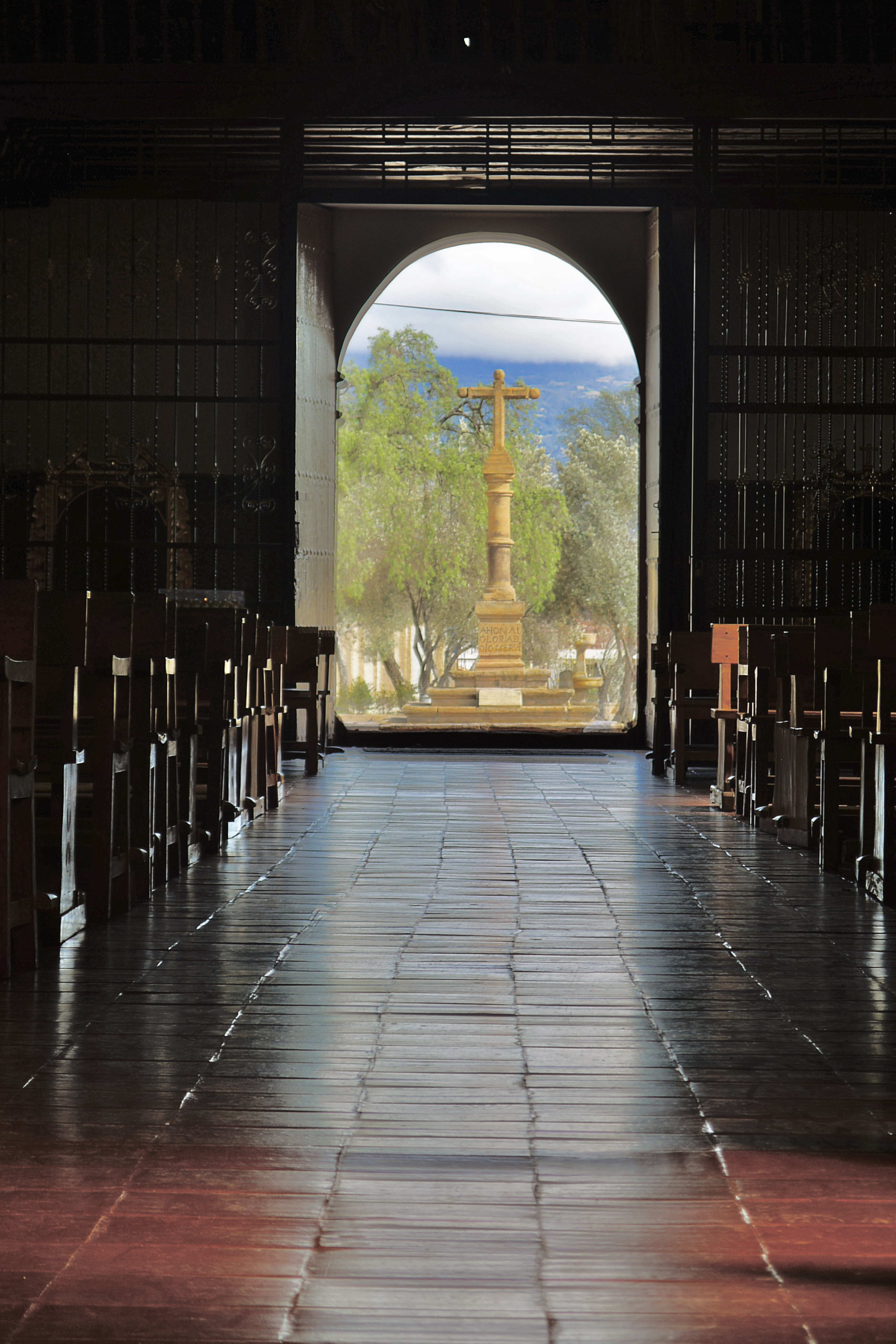
Cruz construida en el por los padres dominicos

- Cruz construida en el siglo XVII por los padres dominicos Viñedo Umaña Dajud, www.umanadajud.com
- Olivar de Sáchica, plantado en el siglo XVII, por los dominicos;
- Plaza Principal: templo Doctrinero de los dominicos (declarado Monumento Nacional), Cruz Atrial, Piedra del Castigo, Monumento a la Cebolla y Monumento a la Luna.
- Yacimiento rupestre de Sáchica (Petroglifos y pinturas rupestres en inmediaciones del cauce del río Sáchica)
- Pozo Termal (en inmediaciones de la Y vial hacia Villa de Leyva)
- Sendero de Peregrinación del Monte Calvario, con dos estaciones de oración y en su final el Cristo Perimétrico.
- Sala de oración de la Iglesia de Dios Ministerial de Jesucristo Internacional, en estilo colonial.
- Taller Estudio de Arte, del escultor y pintor César Gustavo García Páez (autor de varias obras en el municipio, así como los poetas del parque Julio Flórez en Chiquinquirá Boyacá y los mitos y leyendas en el Parque nacional del Café en Montenegro Quindío, entre otros).[5]
- Parque temático Gondava, donde se exhiben, entre otras atracciones, réplicas de dinosaurios de tamaño real.[6]

### Eventos
- Semana Santa en Vivo, en el mes de abril;
- Festival de Música Sacra, en abril;
- Fiestas de la Virgen del Carmen, Julio;
- Danza de la Chicha, en el mes de octubre;
- Reinado de la Cebolla, en el mes de octubre;
- Cabalgata Con Amor por Sáchica, en octubre.

## Servicios públicos
- Energía Eléctrica: Empresa de Energía de Boyacá (EBSA), es la empresa prestadora del servicio de energía eléctrica.
- Gas Natural: Vanti es la empresa distribuidora y comercializadora de gas natural en el municipio.